# Libor-Skandal
Der Libor-Skandal bezeichnet die im Jahr 2011 aufgedeckten betrügerischen Manipulationen des Referenzzinssatzes LIBOR sowie weiterer Zinssätze (EURIBOR, japanischer TIBOR) im Interbankengeschäft.

## Hintergrund
Die Referenzzinssätze haben großen Einfluss auf eine Vielzahl von Finanzmarktgeschäften. Durch Manipulation der Referenzzinssätze haben sich die beteiligten Bankinstitute Vorteile verschafft:
- Teilnehmer an der Manipulation trifft ein geringeres Zinsänderungsrisiko, Außenseiter trifft ein zusätzliches, durch die Manipulationen verursachtes Risiko.
- Selbst gesteuerte Änderungen der Referenzzinssätze können ähnlich wie beim Insiderhandel mittels Spekulationsgeschäften ausgenutzt werden.
- Privatkredite orientieren sich häufig am Referenzzinssatz zum Monatsanfang, durch periodische Erhöhung des Referenzzinssatzes zum Monatsanfang können Kreditnehmern somit überteuerte Zinssätze vermittelt werden.[1]

## Bekannt gewordene Manipulationen
Wegen des Verdachts der Manipulation des Euribor ließ die Europäische Kommission im Oktober 2011 die Londoner Geschäftsräume der Royal Bank of Scotland durchsuchen und zahlreiche Unterlagen beschlagnahmen.
Im Juni 2012 wurde bekannt, dass die Barclays-Bank den täglich festgelegten Referenzzinssatz Libor jahrelang manipuliert hatte. Die von den betroffenen Kreditinstituten angegebenen Zinssätze basierten demnach nicht auf ihren tatsächlichen bankinternen Werten, sondern waren erfunden. Behörden in den USA, Europa und Japan vermuteten dann, dass weltweit an den Manipulationen bis zu 20 Banken mitgewirkt haben könnten. Zu den möglicherweise beteiligten Instituten zählten am 12. Juli 2012 die Bank of America, Barclays, Mitsubishi-UFJ, Citi, Credit Suisse, die Deutsche Bank, HSBC, JP Morgan, Lloyds, Royal Bank of Scotland und UBS.
Den finanziellen Schaden, der Teilen der Weltwirtschaft durch die Libor-Manipulationen erwachsen sein könnte, schätzten Analysten zu diesem Zeitpunkt auf 17,1 Milliarden US-Dollar. Der Schaden, der der Finanzbranche durch den Libor-Skandal am Ende entstehen könnte – unter anderem auch durch Sammelklagen von Immobilienbesitzern in den USA, die sich durch überhöhte Immobilienkreditzinsen auf Libor-Grundlage geschädigt sehen –, wurde von Fachleuten auf insgesamt knapp neun Milliarden US-Dollar geschätzt.

## Reaktionen von Aufsichtsbehörden

### Verhängte Strafen und Vergleiche
Drei Banken einigten sich mit britischen und amerikanischen Behörden auf Vergleiche: Die britische Barclays Bank zahlte 470 Millionen US-Dollar (360 Millionen Euro), die Royal Bank of Scotland (RBS) zahlte 612 Millionen US-Dollar (455 Millionen Euro), die Schweizer UBS 1,2 Milliarden Euro Buße.
Die niederländische Rabobank einigte sich im Oktober 2013 außergerichtlich mit britischen, amerikanischen und niederländischen Behörden auf ein Bußgeld von 774 Millionen Euro.
Am 4. Dezember 2013 wurde bekannt, dass die EU-Kommission wegen der Manipulation von Zinssätzen, nach Ermittlungen der EU-Kartellbehörde, der Generaldirektion Wettbewerb, eine Rekordstrafe von 1,7 Milliarden Euro gegen mehrere Großbanken verhängt hat. Betroffen sind die Deutsche Bank (725 Millionen Euro Strafe), die französische Société Générale (fast 446 Millionen Euro), die Royal Bank of Scotland (391 Millionen Euro), die US-amerikanischen Geldhäuser Citigroup (80 Millionen Euro), JPMorgan Chase (70 Millionen Euro) und RP Martin (250.000 Euro). Teilweise räumten diese ihre Schuld ein, woraufhin die Geldbuße um zehn Prozent gemindert wurde. Die Banken Barclays und UBS erhielten keine Geldbußen, da sie maßgeblich zur Aufklärung der Manipulationen beigetragen hatten.
Da dies nur ein Bruchteil des entstandenen Schadens, also der Einnahmen, war, handelte es sich dabei für die Banken immer noch um ein lohnendes „Geschäft“.
Im April 2015 einigte sich die Deutsche Bank mit den zuständigen Aufsichtsbehörden der USA und Großbritanniens auf eine Strafzahlung von 2,5 Milliarden Dollar. Weiterhin verpflichtete sie sich, verantwortliche Mitarbeiter zu entlassen und sich in den USA einer strengeren Überwachung zu unterziehen. Die Strafe fiel mit der Begründung so hoch aus, die Bank habe versucht, die Behörden bei der Aufarbeitung des Falles zu täuschen.

### Organisatorische Konsequenzen
Die britische Regierung und die britische Finanzmarktaufsichtsbehörde Financial Conduct Authority (FCA) beauftragten einen Ausschuss aus Fachleuten, Konsequenzen aus dem Betrug auszuarbeiten. Am 8. Juli 2013 entschied dieser Ausschuss, der Londoner Börse ab 2014 die Zuständigkeit für die Libor-Fixierung zu entziehen und stattdessen der New Yorker Börse Nyse Euronext zu übertragen. Nyse Euronext gründet dafür in Großbritannien eine Tochterfirma, die – wie die zuvor für den Libor zuständigen Londoner Großbanken auch – von der britischen Bankenaufsicht kontrolliert wird.

## Verantwortliche Einzelpersonen
Der Hauptverdächtige im Libor-Skandal Tom Hayes (früherer Händler bei UBS und Citigroup) sagte im Oktober 2013 vor einem Gericht in London aus. Laut Gericht arbeitete er bei seinen Manipulationen mit 22 Personen zusammen. Hayes gilt als zentrale Figur im Libor-Skandal; er war wegen acht Fällen in den Jahren 2006 bis 2010 angeklagt. Weitere Ergebnisse wurden im April 2015 bekannt. Demnach war auch Anshu Jain von der Deutschen Bank beteiligt. Die Hauptverhandlung gegen Hayes begann am 16. Juni 2015 mit seiner Anhörung; er wurde Anfang August 2015 zu 14 Jahren Haft verurteilt.
Im Rahmen der Untersuchungen sollen auch Stefan Krause, Stephan Leithner, Michele Faissola und Alan Cloete – sämtlich Mitarbeiter in Führungspositionen der Deutschen Bank – ins Visier der BaFin geraten sein.
Hinsichtlich Manipulationen des Euribor erhob das britische Serious Fraud Office im November 2015 Anklage gegen sechs Mitarbeiter der Deutschen Bank und vier Mitarbeiter der Barclays-Bank. Die Beschuldigten sollten im Januar 2016 vor Gericht erscheinen.
Ab April 2018 wurden fünf Händler abgeurteilt. Ein Londoner Gericht verurteilte Christian Bittar  am 19. Juli 2018 zu einer Haftstrafe von fünf Jahren und vier Monaten.
Vier ehemalige Händler der Deutschen Bank entgingen dem Prozess, weil die Staatsanwaltschaft und im Februar 2018 das Oberlandesgericht Frankfurt Auslieferungsersuchen der britischen Behörden nicht entsprochen hatten.

Auch ein französischer Händler der Société Générale war nicht ausgeliefert worden.